# Henryk Brühl
Henryk Brühl herbu własnego (ur. 13 sierpnia 1700 w Gangloffsömmern w Turyngii, zm. 28 października 1763 w Dreźnie) – hrabia cesarstwa (niem. Reichsgraf), pierwszy saski tajny minister gabinetu i konferencji, rzeczywisty tajny radca, ober-szambelan, ober-podkomorzy, prezes Kamery, naczelny dyrektor podatkowy, generalny dyrektor akcyzy, wyższy dyrektor deputacji obrachunkowej, generalny komisarz do wrót Morza Bałtyckiego, nadinspektor manufaktur porcelanowych, kapitulariusz katedry miśnieńskiej, proboszcz katedry budziszyńskiej, głównodowodzący saską kawalerią w Polsce, hrabia na Ocieszynie i Brylewie, starosta lipieński, piaseczyński, bolimowski i spiski, wójt bydgoski, faworyt Augusta III, generał piechoty saskiej, generał artylerii koronnej w latach 1752–1763, wolnomularz.
Odznaczony Orderem Czarnego Orła (1730), Świętego Huberta, św. Henryka, św. Andrzeja Apostoła Pierwszego Powołania (1736) i św. Aleksandra Newskiego.

## Życiorys
W 1719 został „srebrnym paziem” Augusta II, w 1729 – kamerjunkrem, w 1730 – podkomorzym, później szambelanem saskim. W 1731 mianowano go dyrektorem akcyzy, kierownikiem finansów elektorskich, polityki zagranicznej i wewnętrznej elektoratu. Zasiadał w Radzie Tajnej, dysponował obsadą stanowisk duchownych. Od 1733 administrował górnictwem i dochodami dworu. Za swą służbę pobierał pensję 90 000 talarów rocznie, którą powiększał licznymi łapówkami i nielegalną dzierżawą dóbr.
Po umiejętnym odsunięciu konkurenta – faworyta Augusta III, Aleksandra Józefa Sułkowskiego, który musiał w 1738 opuścić Drezno – skumulował w swoich rękach praktycznie wszystkie najważniejsze urzędy saskie. Od roku 1738 do 1763 podlegał mu Tajny Gabinet – naczelny organ władzy w Saksonii. W 1746 został „premier-ministrem”.
Prowadził skomplikowaną grę dyplomatyczną, wikłając Saksonię w trzy wojny śląskie i pospiesznie zmieniając sprzymierzeńców. Snuł plany utworzenia saskiego korytarza terytorialnego, który by połączył Saksonię z Polską, co wymusiło antyaustriacki (a potem antypruski) kurs polityki (Saksonię z Polską miałby łączyć Śląsk – do 1740 austriacki, potem pruski). W rezultacie w 1757 roku wojska pruskie spustoszyły Saksonię.
Od 1743 związał się z Rosją, popierał w I Rzeczypospolitej interesy jej stronników Czartoryskich. W 1748 Czartoryscy wpłynęli na pozytywny wyrok Trybunału Koronnego poświadczający jego polskie szlachectwo. Od tej chwili mógł nabywać  również polskie dobra. W 1754 zerwał z Czartoryskimi i zbliżył się do kamaryli Jerzego Mniszcha, który w Dukli zawarł związek małżeński z jego córką Marią Amalią z Brühlów (1737–1772). Poseł ziemi sochaczewskiej na sejm 1758 roku.
Uszczuplony przez wojnę budżet uzupełniał Brühl poprzez sprzedaż polskich wakansów (nie obsadzonych stanowisk); w 1761 sprzedał m.in. podskarbiostwo koronne Teodorowi Wesslowi, który miał zagwarantować mu nielegalne dochody z nowo utworzonej mennicy polskiej (wziął jednak na ten cel łapówkę od prusko-żydowskich fałszerzy). W 1761 buntującą się przeciwko saskiej korupcji szlachtę wielkopolską spacyfikował z pomocą 12-tysięcznego wojska rosyjskiego.
Zmarł w Dreźnie trzy tygodnie po śmierci króla Augusta III. Został pochowany tydzień po śmierci w kościele św. Mikołaja w mieście Forst. Jego sarkofag został odrestaurowany w 2012.
Był członkiem polskiej loży masońskiej Trois Frères.
Brühl posiadał największy w Europie zbiór zegarków i kamizelek; przypisywano mu również ogromny zbiór peruk.
W jego pałacu w Brodach (niem. Pförten; do 1945 r. należał do rodziny Brühlów) znajdował się "ceniony podobno na milion talarów" (J.I. Kraszewski), słynny Schwanenservice – największy na świecie porcelanowy serwis wykonany w Miśnieńskiej Manufakturze Porcelany na specjalnie zamówienie ministra. Inne jego rezydencje znajdowały się w Gaussig, Lindenau, Nischwitz, Oberlichtenau, Seifersdorf. W Warszawie posiadał Pałac Ossolińskich i dwa mniejsze: na Młocinach i na Woli.
W 1746 nabył miasto Forst na Łużycach, które rozbudował po pożarze z 1748.
Początki jego dworskiej kariery  (m.in. walkę o wpływy z Sułkowskim) opisał Józef Ignacy Kraszewski w powieści Brühl. Saski pierwszy minister jest też ważną postacią ostatniej części tzw. trylogii saskiej Kraszewskiego – Z siedmioletniej wojny, a także powieści Za Sasów i Saskie ostatki (z cyklu Dzieje Polski), oraz epizodyczną utworu Starosta warszawski (o jego synu Alojzym).

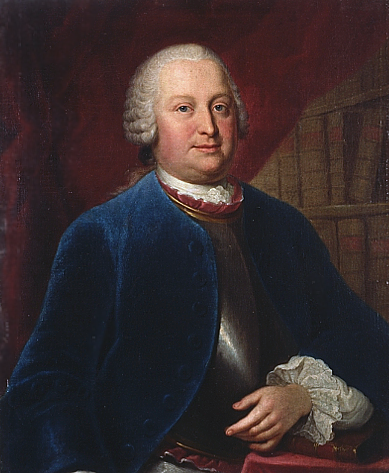
Portret Brühla wg Silvestre (1750)
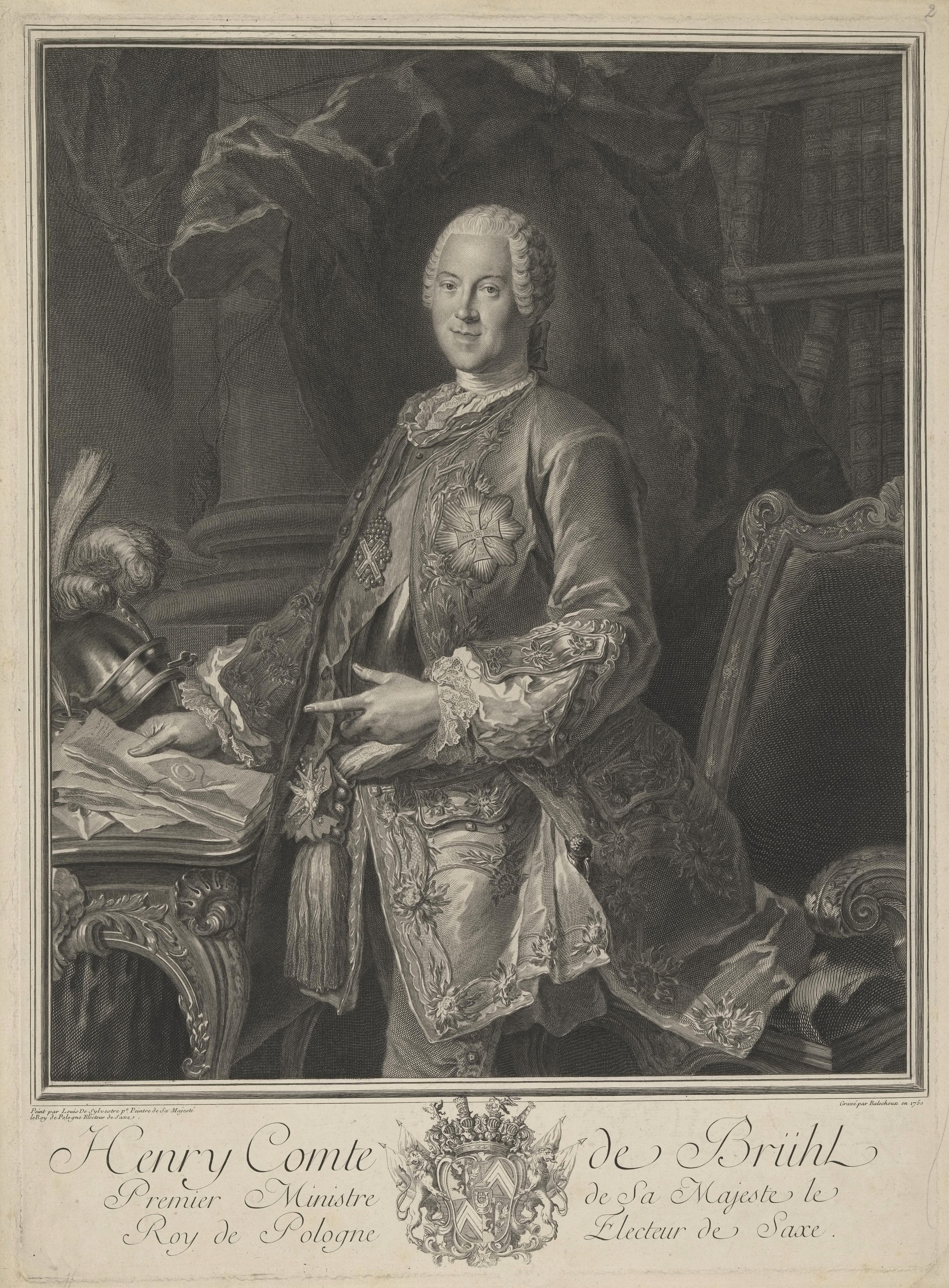
Brühl, rycina Balechou (1750)
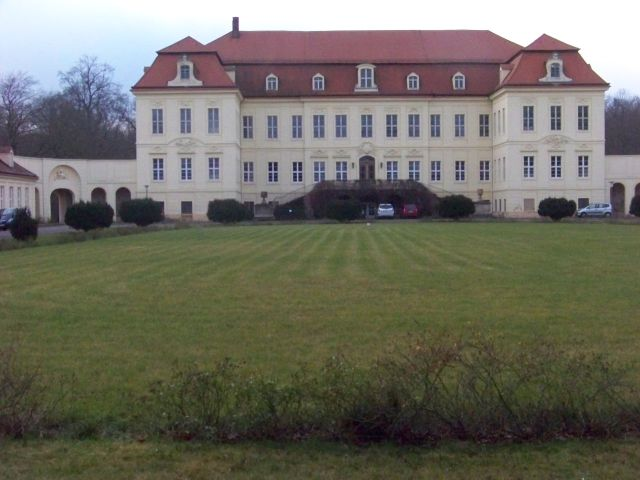
Pałac Brühla w Nischwitz
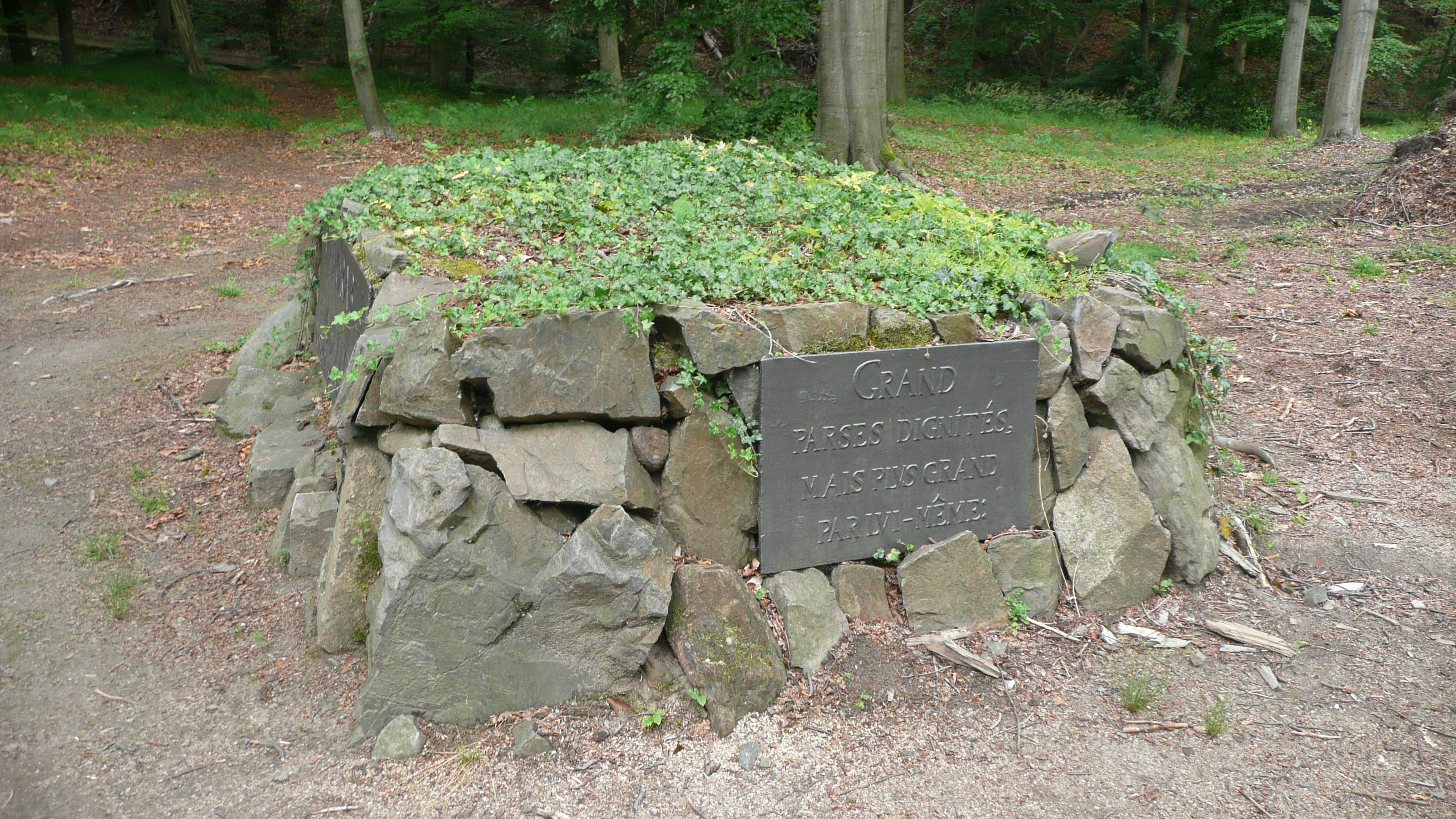
Miejsce pamięci, Seifersdorfer Tal, Saksonia
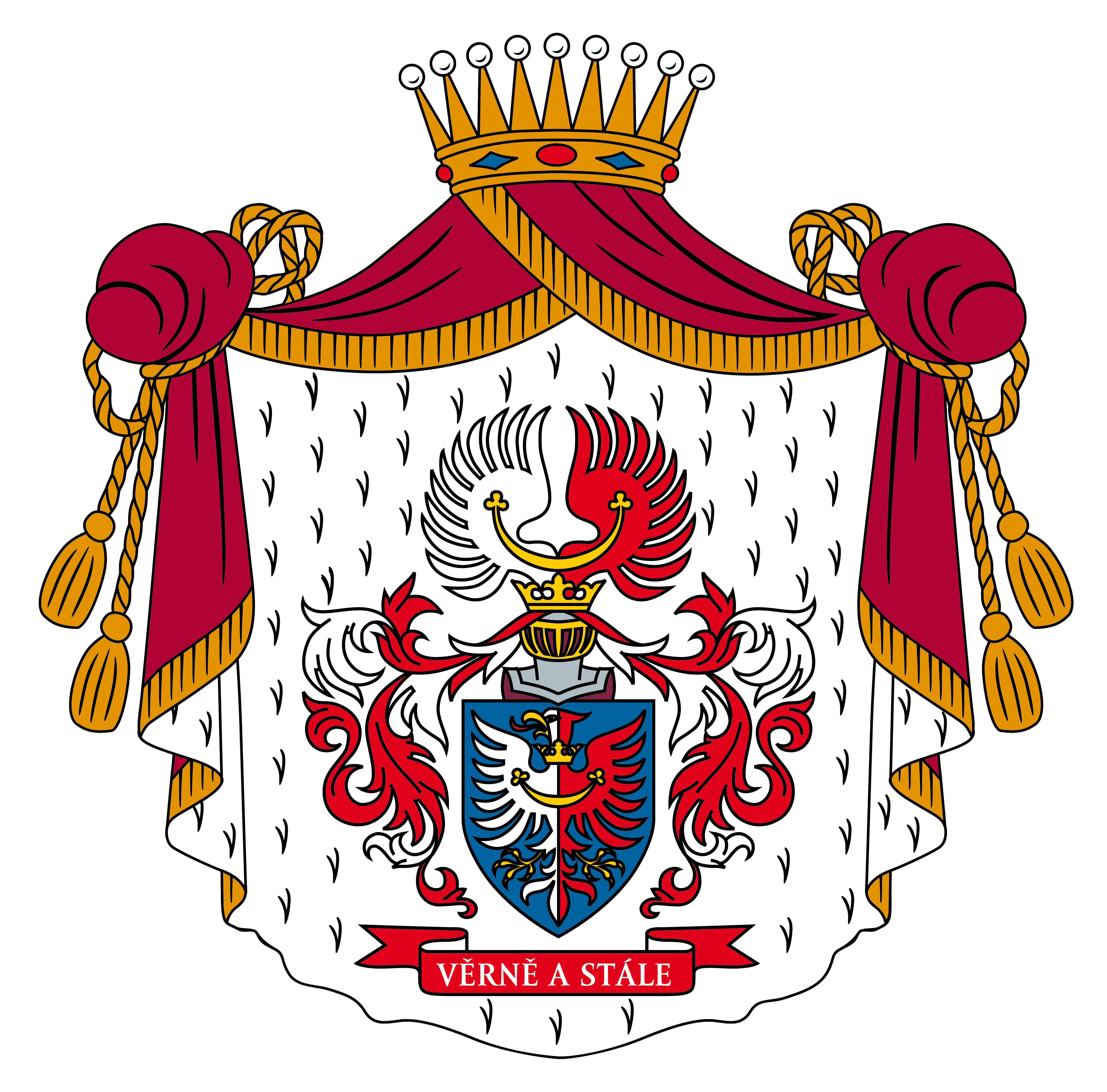
Herb Marii von Kolowrat-Krakowsky

## Potomstwo
29 kwietnia 1734 zawarł związek małżeński z Marią Anną Franciszką hrabiną von Kolowrat-Krakowsky (1717–1762). Pięcioro z co najmniej dziesięciorga ich dzieci osiągnęło wiek dojrzały:
- Maria Amalie von Brühl (1736–1772)
- Alois Friedrich von Brühl (1739–1793)
- Carl Adolph von Brühl (1742–1802)
- Albert Christian Heinrich von Brühl (1743–1792)
- Hans Moritz von Brühl (Seifersdorf) (1746–1811)

Carl Adolph i Albert Christian wybrali drogę kariery wojskowej i zostali pruskimi generałami.

## Literatura dodatkowa
- Władysław Konopczyński: Brühl Henryk. W: Polski Słownik Biograficzny. T. 3: Brożek Jan – Chwalczewski Franciszek. Kraków: Polska Akademia Umiejętności – Skład Główny w Księgarniach Gebethnera i Wolffa, 1937, s. 16–19. Reprint: Zakład Narodowy im. Ossolińskich, Kraków 1989, ISBN 83-04-03291-0
- Aladár von Boroviczény: Graf von Brühl. Der Medici, Richelieu und Rothschild seiner Zeit. Zürich: Amalthea-Verlag, 1930
- Walter Fellmann: Heinrich Graf Brühl. Ein Lebens- und Zeitbild. Berlin: Koehler und Amelang, 2000, ISBN 3-7338-0232-2